# VMM-263
263e escadron d'hélicoptère de transport (USMC)
Le Marine Medium Tiltrotor Squadron 263 (ou VMM-263) est un escadron d'hélicoptère  à rotors basculants MV-22 Osprey du Corps des Marines des États-Unis. L'escadron, connu sous le nom de "Thunder Chickens" est stationné à la Marine Corps Air Station New River en Caroline du Nord et fait partie du Marine Aircraft Group 26 (MAG-26) et de la 2nd Marine Aircraft Wing (1st MAW).

## Mission
Le VMM-263 fournit un soutien d'assaut aux troupes de combat, des fournitures et l'équipement pendant les opérations amphibies et les opérations ultérieures à terre. De manière routinière, les escadrons VMM fournissent la base d'un élément de combat aérien (ACE) de n'importe quelle mission de la Force tactique terrestre et aérienne des Marines (MAGTF) qui peut inclure des tâches de soutien d'assaut conventionnel et des opérations spéciales.

## Historique

### Origine
Le Marine Medium Tiltrotor Squadron 263 (HMR-263) a été mis en service le 16 juin 1952 au Marine Corps Air Station Cherry Point en Caroline du Nord. Il était équipé de l'hélicoptère HRS Sikorsky.
Le 7 juillet 1954, le HMR-263 a déménagé au Marine Corps Air Station New River, en Caroline du Nord, où il est resté basé durant 11 ans. En décembre 1956, l'escadron a été renommé HMR(L)-263. En février 1962, l'escadron est rééquipé de l'hélicoptère HUS-1 Sikorsky et il est renommé HMM-263.  Le 3 mars 2006 il prend le nom de Marine Medium Tiltrotor Squadron 263 (VMM-263).

### Opérations
- Crise des missiles de Cuba (1962)

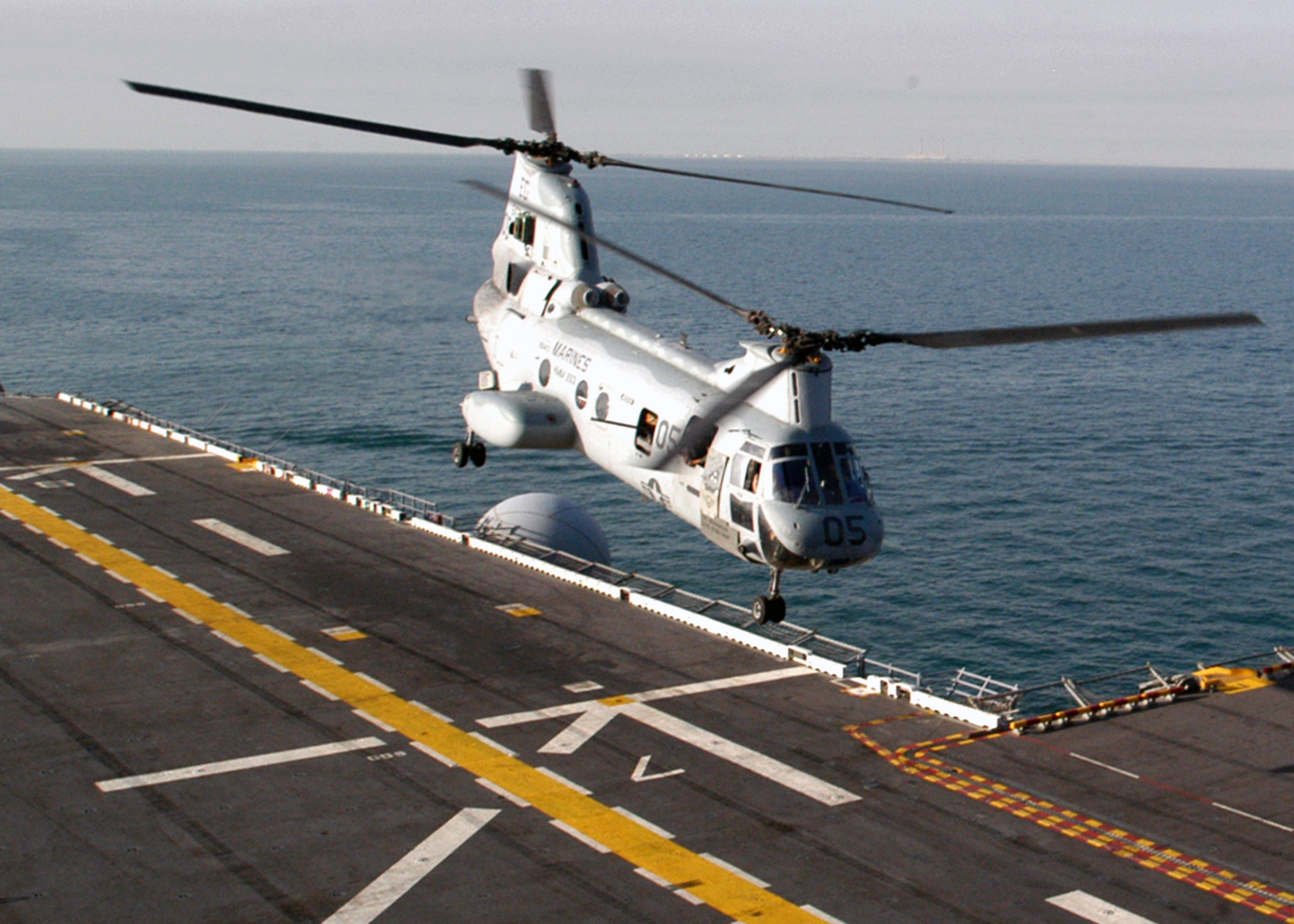
Sea Knight du HMM-263 en 2004

- République dominicaine : Opération Power Pack (1965-66)

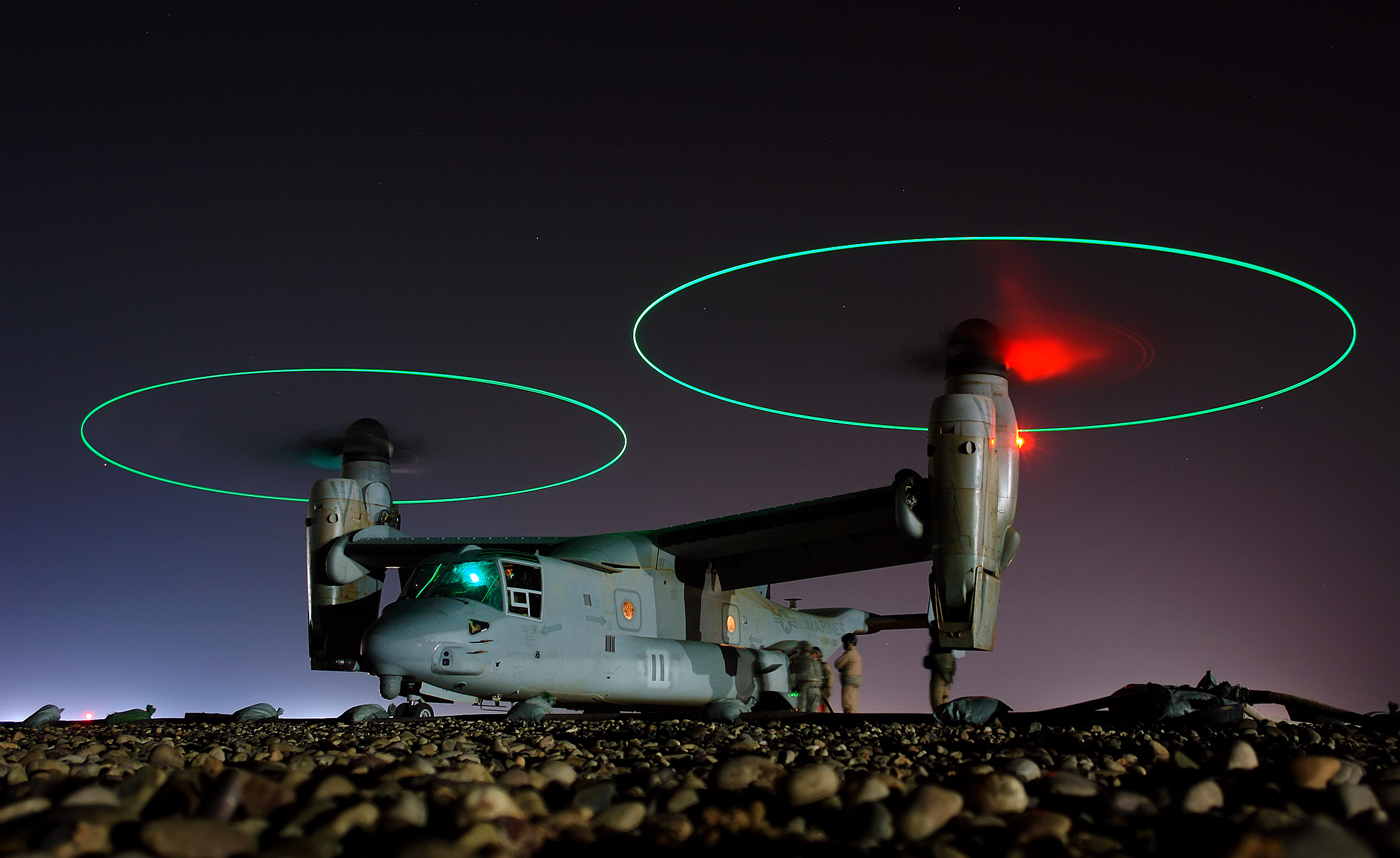
V-22 Osprey du VMM-263 en 2008

- Guerre du Vietnam : En 1965 l'escadron s'installe au Marine Corps Air Station Futenma au Japon puis au Marble Mountain Air Facility (en) au Sud-Vietnam et participe à plus de 24 missions de combat. En 1967, il retourne au Marine Corps Air Station Tustin (en), en californie, pour être équipé de l'hélicoptère CH-46 Sea Knight pour être redéployé au Vietnam jusqu'en 1971.
- Libye : soutien du 26th Marine Expeditionary Unit (en) (1986)
- En 1982 et 1984, l'escadron est déployé à Beyrouth au Liban.
- Somalie : Opération Restore Hope (1992) et Opération Continue Hope (1993)
- Bosnie-Herzégovine : Opération Deny Flight (1993) et Opération Southern Watch (1997)
- Guerre du Golfe : Il participe à l'Opération Bouclier du désert et Opération Tempête du désert (1990).
- Guerre contre le terrorisme : L'escadron s'est déployé en Irak dans le cadre de l'opération Iraqi Freedom et de l'opération Enduring Freedom...

### Récompenses
- Presidential Unit Citation avec deux Bronze Star
- Joint Meritorious Unit Award
- Navy Unit Commendation avec une Silver Star et une Bronze Star
- Meritorious Unit Commendation avec quatre Bronze Star